# Vágó Nelly
Vágó Nelly (Budapest, 1937. szeptember 5. – Budapest, 2006. december 21.) Kossuth-díjas magyar jelmeztervező, érdemes és kiváló művész.

## Életpályája
1961-ben végzett az Iparművészeti Főiskolán, diplomát 1962-ben kapott. A szolnoki Szigligeti Színház tagja, majd a Nemzeti Színház jelmeztervezője lett. Szinte valamennyi magyar színháznak tervezett jelmezeket, dolgozott a szabadtéri színházaknak is. Tervezett a grazi Operaháznak, a Nyugat-Berlini operának és a Tbiliszi Nemzeti Színháznak is. 1991 óta a Magyar Állami Operaház vezető jelmeztervezője volt. 1991-ben a Képzőművészeti Egyetem tanára lett, 1999 és 2001 között rektor is volt. Több mint 500 színpadi darabhoz tervezett. Nevéhez fűződik többek között Madách Imre: Az ember tragédiája című drámájához, Erkel Ferenc: Bánk bán című operájához és Bertolt Brecht–Kurt Weill: Koldusopera című darabjához a jelmezek tervezése. Filmes munkái közül kiemelkednek a Szindbád, a A ménesgazda és a Hanussen című filmekhez készített jelmeztervei. Egyéni kiállítása volt 1987-ben Londonban, 1994-ben és 1998-ban Budapesten. 1987-ben Grazban, 1990-ben Újvidéken, 1991-ben és 1995-ben pedig Prágában voltak csoportos kiállításai.
A Színházi adattárban regisztrált bemutatóinak száma: 433.

## Színpadi tervezései

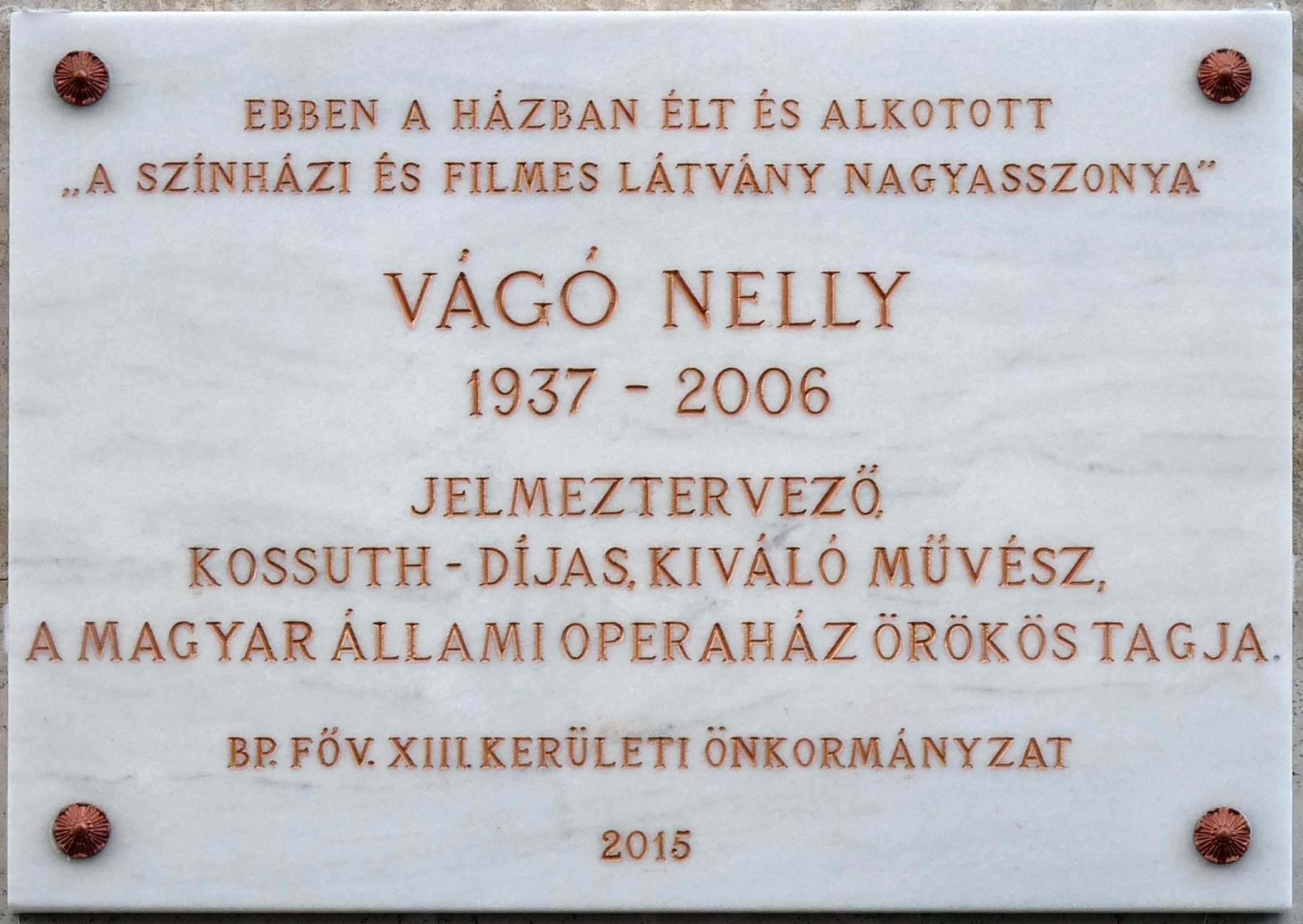
Vágó Nelly emléktáblája egykori lakhelyén (Budapest XIII. ker., kassák Lajos utca 12.)

- William Shakespeare: Othello (Békés megyei Jókai Színház)
- Csehov: Platonov (Budapesti Katona József Színház)
- Dürrenmatt: A baleset (Madách Színház)
- Gombrowicz: Esküvő (Kaposvári Csiky Gergely Színház)
- Csehov: Sirály (Kaposvári Csiky Gergely Színház)
- Shakespeare: Tévedések vígjátéka (Debreceni Csokonai Színház)
- Verdi: Aida (Szegedi Szabadtéri Játékok)
- Lehár Ferenc: Cigányszerelem (Fővárosi Operettszínház)
- Schwajda György: Bohóc (Veszprémi Petőfi Színház)
- Victor Hugo: Nyomorultak (Győri Nemzeti Színház)
- Háy Gyula: Mohács (Gyulai Várszínház)
- Katona József: Bánk bán (Játékszín)
- Gáli József: Szabadság-hegy (József Attila Színház)
- Szigligeti Ede: Liliomfi (József Attila Színház)
- Scribe: Egy pohár víz (Józsefvárosi Színház)
- Molnár Ferenc: Az ibolya (Madách Színház)
- Bánk bán a Mikroszkópban (Mikroszkóp Színpad)
- Schiller: Haramiák (Miskolci Nemzeti Színház)
- Balázs József: Bátori advent (Nyíregyházi Móricz Zsigmond Színház)
- Brontë: Üvöltő szelek (Művész Színház)
- Shakespeare: Vízkereszt, vagy amit akartok (Ódry Színpad)
- Arisztophanész: Lysistraté (Pécsi Nemzeti Színház)
- Bizet: Carmen (1995, Arénajátékok, Stuttgart)
- Goldmark Károly: Sába királynője (1987, Graz)

### Szolnoki Szigligeti Színház
| - Kertész Imre: Csacsifogat - Massz–Cservinszkij: Fehér akácok - Bartos Ferenc–Baróti Géza: Mindent a mamáért - Kálmán Imre: A montmartre-i ibolya - Fényes Samu: Mátyás - Gárdonyi Géza: Ida regénye - Shakespeare: Lear király - Gyárfás Miklós: Férfiaknak tilos - Huszka Jenő: Gül Baba - Csehov: Három nővér - Ben Jonson: Volpone - Csehov: Sirály - Borisz Paszternak: Doktor Zsivago - Eisemann Mihály: Zsákbamacska - Csehov: Ványa bácsi - Shakespeare: Hamlet | - Mesterházi Lajos: Pesti emberek - Schiller: Stuart Mária - Jacobi Viktor: Sybill - Tabi László: Esküvő - Mesterházi Lajos: A tizenegyedik parancsolat - Madách: Az ember tragédiája - Mrożek: Tangó - Radicskov: Január - Füst Milán: Boldogtalanok - Shakespeare: Athéni Timon - Örkény István: Kulcskeresők - Gogol: A revizor - Bertolt Brecht: Állítsátok meg Arturo Uit - Molière: Tartuffe - Molnár Ferenc: A doktor úr |

### Nemzeti Színház
| - Csurka István: Döglött aknák - Illés Endre: Egyszárnyú madarak - George Bernard Shaw: A szonettek fekete hölgye - Szophoklész: Philoktétész - Németh László Erzsébet-nap - Carlo Goldoni: Két úr szolgája - Mrożek: Emigránsok - Pirandello: A csörgősipka - Németh László: Széchenyi - Sánta Ferenc: Az áruló - Tersánszky Józsi Jenő: A kegyelmes asszony portréja - Bulgakov: Álszentek összeesküvése - Cooper: Mindent a kertbe! - Friedrich Schiller: Stuart Mária - Illyés Gyula: Bölcsek a fán - Raffai Sarolta: Utolsó tét - Grillparzer: Medea - Szakonyi Károly: Hongkongi paróka - Csiky Gergely: Mukányi - Palotai Boris: Szigorú szerelmesek - Henrik Ibsen: A nép ellensége - Füst Milán: Boldogtalanok - Kopányi György: Igazolatlan ősz - Tennessee Williams: Az ifjúság édes madara - Aiszkhülosz: A jólelkűek | - Dobozy Imre: Holnap folytatjuk - Aiszkhülosz: Agamemnon - Aiszkhülosz: Síri áldozat - Shakespeare: Athéni Timon - Dobozy Imre: Eljött a tavasz - Komlós János: Az Édent bezárták - Shakespeare: Rómeó és Júlia - Vampilov: A múlt nyáron történt - Móricz Zsigmond: Rokonok - Illyés Gyula: Testvérek - Nagy István: Özönvíz előtt - Zindel: A gammasugarak hatása a százszorszépekre - Makszim Gorkij: Jegor Bulicsov és a többiek - Gelman: Visszajelzés - Illyés Gyula: Különc - Gelman: Egy ülés jegyzőkönyve - Molière: Az úrhatnám polgár - Osztrovszkij: Jövedelmező állás - Goldoni: Mirandolina - Madách Imre: Az ember tragédiája - Tamási Áron: Énekes madár - Szörényi Levente–Bródy János: István, a király - Móricz Zsigmond: Légy jó mindhalálig - Remenyik Zsigmond: Kard és kocka |

### Magyar Állami Operaház
| - Verdi: Rigoletto - Kodály Zoltán: Háry János - Kacsóh Pongrác: János vitéz - Puccini: Pillangókisasszony - Franz Schubert: Három a kislány - Verdi: Az álarcosbál - Johann Strauss: A denevér - Rossini: A sevillai borbély - Erkel Ferenc: Bánk bán - Puccini: Tosca - Strauss: A cigánybáró - Offenbach: Orfeusz az alvilágban - Sondheim: Nyakfelmetsző - Verdi: Aida - Erkel Ferenc: Dózsa György - Gounod: Faust | - Verdi: A trubadúr - Beethoven: Fidelio - Vörösmarty Mihály–Bozay Attila: Csongor és Tünde - Wagner: Siegfried - Verdi: Othello - Wagner: A walkür - Balassa Sándor: Karl és Anna - Bartók Béla: A kékszakállú herceg vára - Wagner: A Rajna kincse - Wagner: A bolygó hollandi - Mozart: Figaro házassága - Durkó Zsolt: Mózes - Kodály Zoltán: Székelyfonó - Wagner: Az istenek alkonya - Vukán György: Black Advent - Rómeó és Júlia, Szentivánéji álom, A makrancos Kata, Giselle, Don Quijote, Furfangos diákok |

## Filmek

### Játékfilmek
- Szindbád (1971)
- Macskajáték (1972)
- A törökfejes kopja (1973)
- Bástyasétány '74 (1974)
- Álmodó ifjúság (1974)
- 141 perc a befejezetlen mondatból (1975)
- Pókfoci (1976)
- A trombitás (1979)
- Hanussen (1988)

### Tévéfilmek
- Zrínyi (1973)
- Aranyborjú (1974)
- Sakk-matt (1977)
- Hongkongi paróka (1979)
- Csalóka Péter (1979)
- A különc (1980)
- Míg új a szerelem (1986)

## Díjai
- Jászai Mari-díj (1972)
- Legjobb jelmez Díja | Dunántúli Színházak VI. Találkozója | Kaposvár (1972)
- Ezüst álarc | Nemzeti Pirandello-díj | Agrigento | Olaszország (1976)
- Móricz Zsigmond emlékérem (1979)
- Oklevél | VI. Nemzetközi Színházi Szcenikai és Jelmez Triennálé | Újvidék | Szerbia (1981)
- Madách emlékplakett | Tizennyolcszori jelmezterv Madách Imre: Az ember tragédiája művének feldolgozásaihoz (1983)
- Nemzeti Színház Aranygyűrűje | 25 év tervezői munkásságáért (1983)
- 50. Jubileumi emlékérem | Szegedi Szabadtéri Játékok (1983)
- Legjobb Jelmez Díja | IV. Országos Színházi Találkozó | Molière: Tartuffe (1985)
- A Magyar Televízió Nívó díja (1986)
- Erzsébet-díj (1988; 1989)
- A Szcenikai Világkiállítás egyéni aranyérmese (1990)
- Legjobb jelmez Díja | Békés Megyei Jókai Színház | Békéscsaba (1999)
- Érdemes művész (1985)
- Kiváló művész (1998)
- Kossuth-díj (2006)

## Könyve
- Színházi viselt dolgaink. Történetek viseletekről, művészekről, művekről, a színpadi látványról; s.n., s.l., 1997